# Deutsch-Polnisches Abkommen über Oberschlesien
Das Deutsch-Polnische Abkommen über Oberschlesien (auch bezeichnet als Genfer Abkommen) war ein zwischen der Republik Polen und dem Deutschen Reich abgeschlossener bilateraler Minderheitenvertrag über die Regelung des Schutzes von Minderheiten und der wirtschaftlichen Verhältnisse in dem vom Deutschen Reich an Polen nach dem Ersten Weltkrieg abgetretenen Gebieten in Oberschlesien. Es wurde am 15. Mai 1922 in Folge des Versailler Vertrages in Genf unterzeichnet.

## Hintergrund
Bereits der Versailler Vertrag sah die Möglichkeit der Aufteilung von Oberschlesien zwischen Deutschland und Polen nach vorherigen Volksabstimmungen vor. Nach Durchführung der Volksabstimmung in Oberschlesien am 20. März 1921 waren von der Interalliierten Kommission verschiedene Teilungspläne erarbeitet worden. Während diejenigen englischer und italienischer Vertreter nur verhältnismäßig geringe Gebietsabtretungen, außerhalb des Industriereviers, vorsahen, wollten französische Pläne durch die Zuteilung der wirtschaftlich bedeutenden Gebiete an Polen die deutsche Volkswirtschaft schwächen. Am 20. Oktober 1921 entschied sodann eine Botschafterkonferenz in Paris, dass das Gebiet aufzuteilen sei, wobei das Deutsche Reich und Polen jeweils einen Anteil entsprechend dem Wahlergebnis erhalten sollten. Dementsprechend verblieb dann auch der größere, vorwiegend landwirtschaftlich geprägte westliche Teil Oberschlesiens bei Deutschland, während der Osten um Kattowitz (polnisch: Katowice) mit seinen wertvollen Kohle-, Eisenerz- und Zinkgruben und der Mehrheit der Verarbeitungsbetriebe zu Polen kam. In Deutschland führte die Teilung zum Rücktritt der Regierung von Joseph Wirth.

## Inhalt des Vertrages
In dem Abkommen waren Übergangsbestimmungen getroffen worden, um die aus der Teilung Oberschlesiens resultierenden Probleme zu regeln. In Fragen der Staatsangehörigkeit wurde die sogenannte Optantenregelung eingeführt, wonach Deutsche, die nicht polnische Staatsangehörige werden wollten, auch unter Beibehaltung der deutschen Staatsangehörigkeit für 15 Jahre im nun polnischen Teil Oberschlesiens leben konnten. Andere Bestimmungen betrafen die Anerkennung der bisherigen Arbeitgeber- und Arbeitnehmerverbände. Ein großer Teil des Abkommens enthielt detaillierte Regelungen auf wirtschaftlichem Gebiet, insbesondere zur gemeinsamen Eisenbahnverwaltung und grenzüberschreitenden Energieverteilung. Eine „Verkehrskarte“ bzw. „Grenzkarte“ sollte ein problemloses Überschreiten der Grenze für diejenigen ermöglichen, die auf der jeweils anderen Seite wohnten bzw. arbeiteten.
Vertraglich geregelt war, dass zur Beilegung von Streitfällen eine „Gemischte Kommission für Oberschlesien“ gebildet werden sollte. Diese trat unter dem Vorsitz des Schweizers Felix Calonder zusammen.

## Unterzeichnung und Auslaufen des Abkommens
Der Vertrag wurde am 15. Mai 1922 durch Kazimierz Olszowski (1865–1933) für Polen sowie durch Eugen Schiffer für das Deutsche Reich unterzeichnet. Die Ratifizierung durch den Reichstag erfolgte am 11. Juni 1922.
Das Abkommen ist am 15. Juli 1937 ausgelaufen.

## Jüdische Minderheiten
Geschützt waren auch west- und ostoberschlesische Juden, die für das Deutsche Reich optiert hatten und für die erst nach Auslaufen des Abkommens im Jahre 1937 dieser staatsvertragliche Schutz wegfiel.
Auch nach der Machtergreifung der Nationalsozialisten am 30. Januar 1933 wirkte das Abkommen zugunsten jüdischer Minderheit im westlichen Teil Oberschlesiens. In dem vom Völkerbund garantierten Abkommen gewährleistete jede Vertragspartei für ihren Teil Oberschlesiens für alle Einwohner gleiche Rechte. Nach dem Beginn der antisemitischen Diskriminierungen gegen Juden in Deutschland wandte sich der jüdische Westoberschlesier Franz Bernheim im Mai 1933 mit einer Petition (Bernheim-Petition) an den Völkerbund mit der Bitte, das Abkommen über Ostschlesien wirksam durchzusetzen („Ostschlesien“ hier als Bezeichnung Westoberschlesiens, das zu diesem Zeitpunkt der Osten des deutschen Teils Schlesiens war). Der Völkerbund kam der Bitte nach und forderte Deutschland auf, das Abkommen einzuhalten. Im September 1933 nahm die NS-Regierung die antisemitischen Gesetze in Westoberschlesien zurück und nahm es von neuen Diskriminierungen aus. Deutschland hielt das Abkommen auch nach seinem Austritt aus dem Völkerbund (1935) ein, um dem Vertragspartner Polen keinen Vorwand zu liefern, seinerseits das Abkommen als hinfällig zu betrachten. Dadurch wurde in Westoberschlesien – im Gegensatz zum restlichen Deutschland – für die verbliebene Restlaufzeit bis zum 15. Juli 1937 die sonst gültigen antisemitischen Diskriminierungen, wie der Arierparagraph, die Nürnberger Gesetze etc., nicht wirksam.

## Rezeption
Aus polnischer Sicht überwog das Gefühl, dass in Oberschlesien keine wahre Staatsgrenze geschaffen worden war, zumal die Woiwodschaft Schlesien (polnisch: województwo śląskie) im Gegensatz zu allen anderen polnischen Woiwodschaften aufgrund des Gründungsstatuts der Woiwodschaft Schlesien vom 15. Juli 1920 einen besonderen Autonomiestatus erhalten hatte. Das Deutsche Reich demgegenüber sah bis zur deutsch-polnischen Verständigung vom 26. Januar 1934 das Oberschlesien-Abkommen eher positiv, und zwar als Beleg dafür, dass das östliche Oberschlesien kein selbstverständlicher Bestandteil Polens war.

## Minderheitenschutz
Der Vertrag gilt als einer der ersten Minderheitenverträge, die in der Folgezeit nach den Pariser Vorortverträgen abgeschlossen wurden. Die Vereinbarungen zum Minderheitenschutz wurden in das Abkommen als einzelne Bestimmungen eingearbeitet.